# Péter Gulácsi
Péter Gulácsi (* 6. května 1990 Budapešť) je maďarský profesionální fotbalový brankář, který chytá za německý klub RB Leipzig a za maďarský národní tým.

## Reprezentační kariéra
Péter Gulácsi nastupoval v maďarských mládežnických reprezentacích U17, U19, U20 a U21.
V A-mužstvu Maďarska debutoval 22. 5. 2014 v přátelském zápase v Debrecínu proti reprezentaci Dánska (remíza 2:2).

Německý trenér maďarského národního týmu Bernd Storck jej zařadil do závěrečné 23členné nominace na EURO 2016 ve Francii. Maďaři se ziskem 5 bodů vyhráli překvapivě základní skupinu F. V osmifinále proti Belgii se po porážce 0:4 rozloučili s turnajem. Gulácsi byl na šampionátu náhradníkem a nezasáhl do žádného zápasu, brankářskou jedničkou byl Gábor Király.

## Úspěchy

### Individuální
- Tým sezóny Bundesligy podle kickeru – 2018/19[4]